# Ligne d'engagement

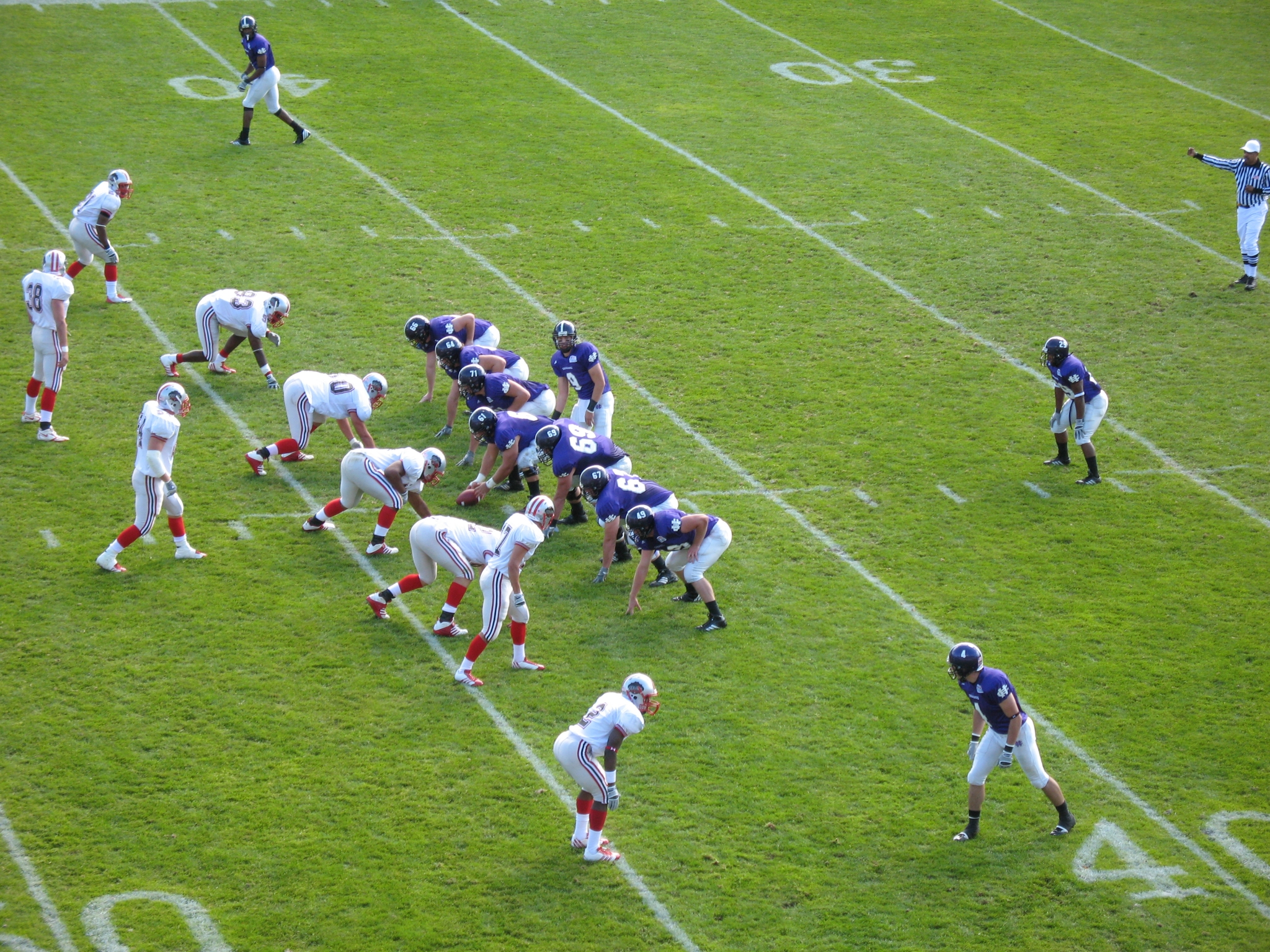
Ligne d'engagement avant l'action de jeu.

Dans le football américain et dans le football canadien, la ligne d'engagement ou ligne de mêlée (anglais : line of scrimmage) est une ligne imaginaire, transversale au terrain de football sur sa largeur, qu'une équipe ne peut pas franchir avant le début d'une action de jeu. 
Son emplacement est ordinairement situé à l'endroit où le ballon s'est officiellement arrêté à la fin de la plus récente action, mais peut être à un endroit différent en cas de pénalité à une des équipes, ou dans certaines circonstances fixées par règlement.  